# Translace (náboženství)

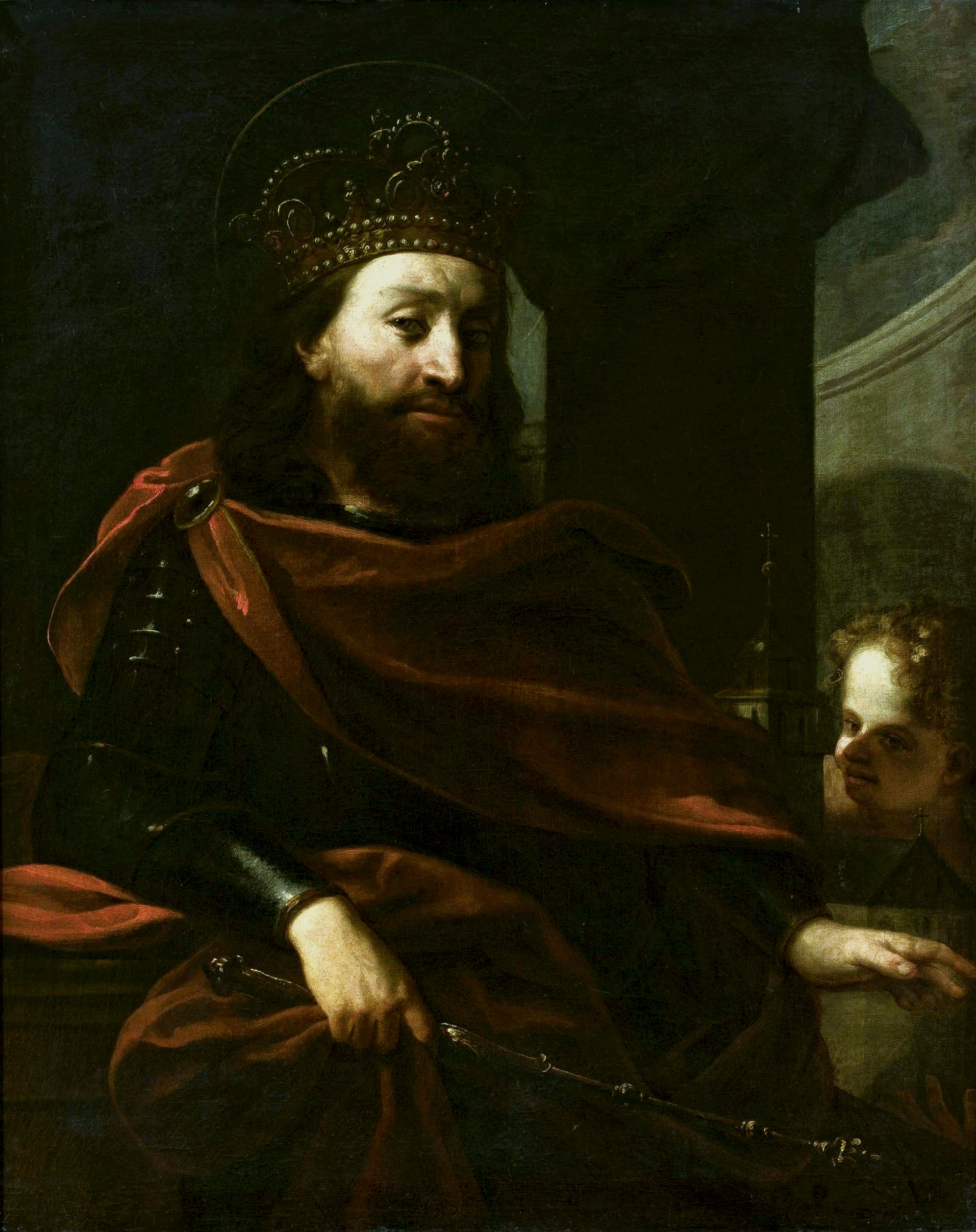
Ostatky sv. Václava byly přeneseny 4. března 938 (obraz od K. Škréty)

Translace (z lat. translatio, přenesení) je v církvi termínem pro přeložení ostatků některé osoby, zpravidla mučedníka nebo svatého, na jiné místo (např. do kostela). Toto přeložení tělesných ostatků znamenalo v 1. tisíciletí svatořečení, které v západní církvi bylo nahrazeno papežským kanonizačním procesem, nikoli však ve východním křesťanství, zejména v pravoslavných církvích.

## Charakteristika
Translace byla vyjádřením veřejné úcty věřících k danému člověku, který byl považován za svatého. V průběhu dějin však církevní autorita zasahovala do procesu prohlašování za svatého mnohem aktivněji, aby zabránila zneužití tohoto procesu a také zjevným omylům. Translací byli prohlášeni za svaté i první čeští svatí, totiž svatá Ludmila a svatý Václav. Translace coby způsob zařazení do kánonu svatých končí v katolické církvi kanonizací sv. Ulricha, biskupa v Augsburgu, který zemřel roku 973 a roku 993 byl kanonizován papežem Janem XV. v Lateránské bazilice. Translace ostatků je nadále považována za způsob svatořečení v pravoslavných církvích.